# Julie Payette
Pour les articles homonymes, voir Payette.
Julie Payette, née le 20 octobre 1963 à Montréal (Québec), est une scientifique, administratrice et femme d'État canadienne. Astronaute en chef de l'Agence spatiale canadienne entre 2000 et 2007, elle participe aux missions STS-96 et STS-127. En juillet 2017, elle est désignée la 29e gouverneure générale du Canada et commandante en chef des Forces armées canadiennes. Elle est la quatrième femme à occuper le poste. Elle est entrée en fonction le 2 octobre 2017. En 2020, elle fait l'objet d'une enquête du bureau du Conseil privé à la suite de plaintes sur ses relations avec ses collègues de travail. Après la diffusion de ce rapport, elle démissionne de ses fonctions le 21 janvier 2021.

## Biographie

### Jeunesse et études
Née à Montréal, elle grandit dans le quartier Ahuntsic, où elle effectue ses études primaires à Louis-Colin et secondaires aux collèges Mont-Saint-Louis et Regina Assumpta. Dès son jeune âge, elle émet le vœu de devenir astronaute. À l'âge de 16 ans, elle décroche l'une des six bourses permettant d'effectuer un baccalauréat international à l'Atlantic College, au Pays de Galles.
De retour au Québec, elle obtient un baccalauréat en sciences en génie électrique de l'Université McGill en 1986. Elle complète sa formation à l'Université de Toronto, en 1990, avec une maîtrise en sciences appliquées (génie électrique et informatique).

### Carrière scientifique
Sa carrière scientifique l'amène à exercer dans plusieurs domaines de recherche, notamment en informatique, en traitement du langage naturel, en reconnaissance automatique de la parole et en application de technologies interactives au domaine spatial. Dès 1986, elle entame une carrière d'ingénieure système chez IBM Canada. De 1988 à 1990, durant sa maîtrise, elle assiste des travaux de recherche sur des « architectures informatiques de hautes performances ». En 1991, elle est chercheuse invitée à l'IBM Research Laboratory de Zurich. En janvier 1992, elle rejoint le groupe de recherche sur la parole de Bell Northern.

### Astronaute

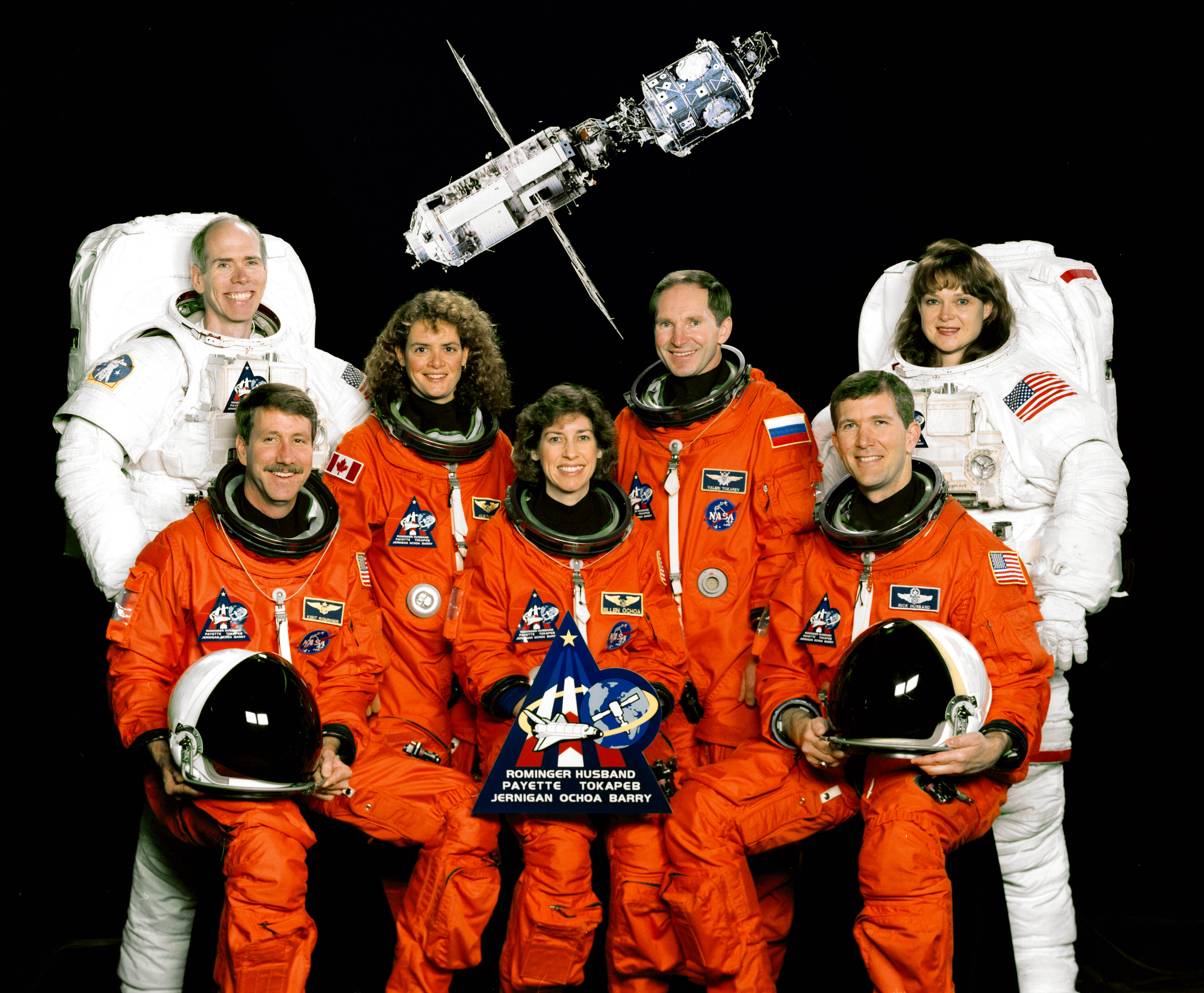
Julie Payette, membre de STS-96.

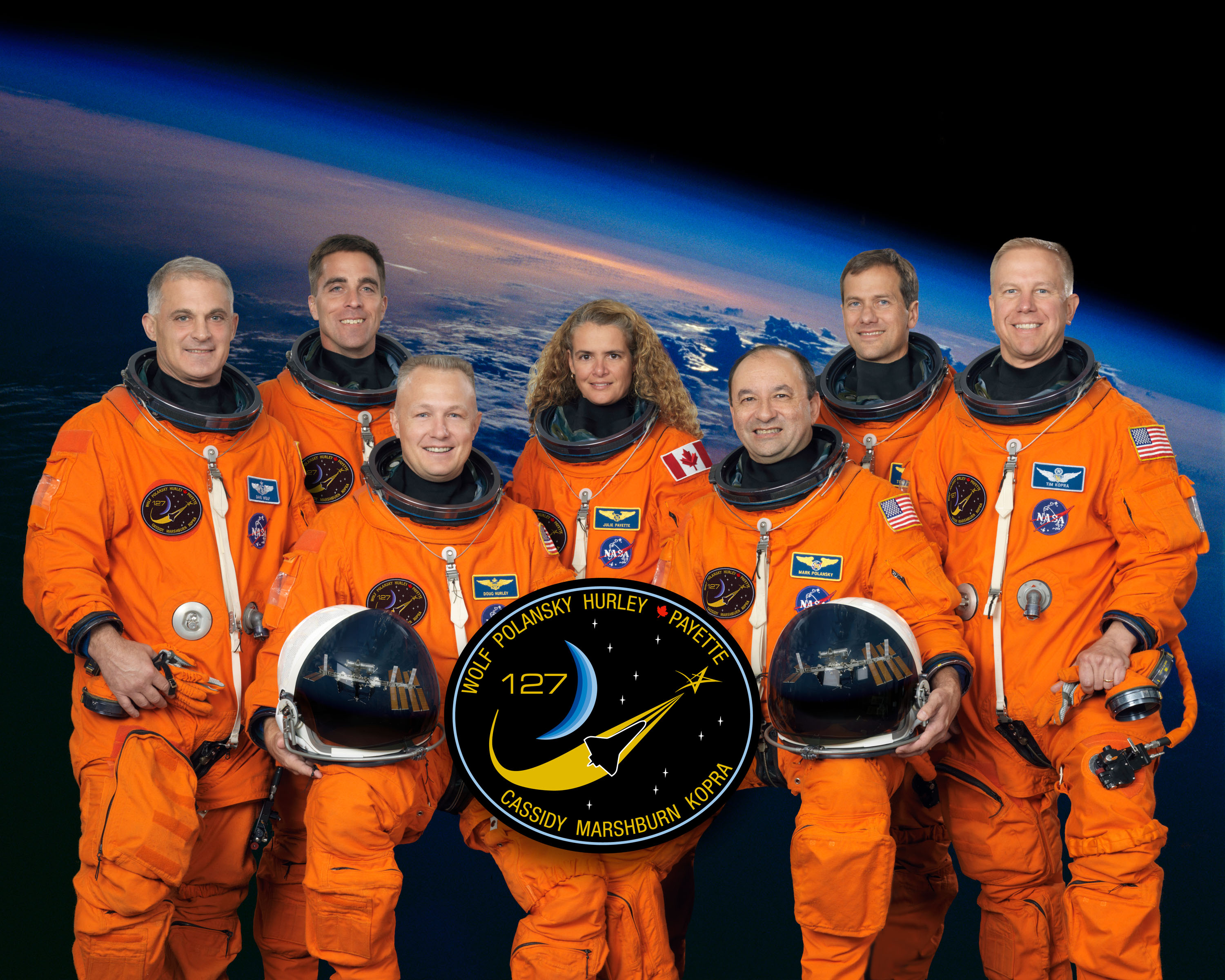
Julie Payette, membre de STS-127.

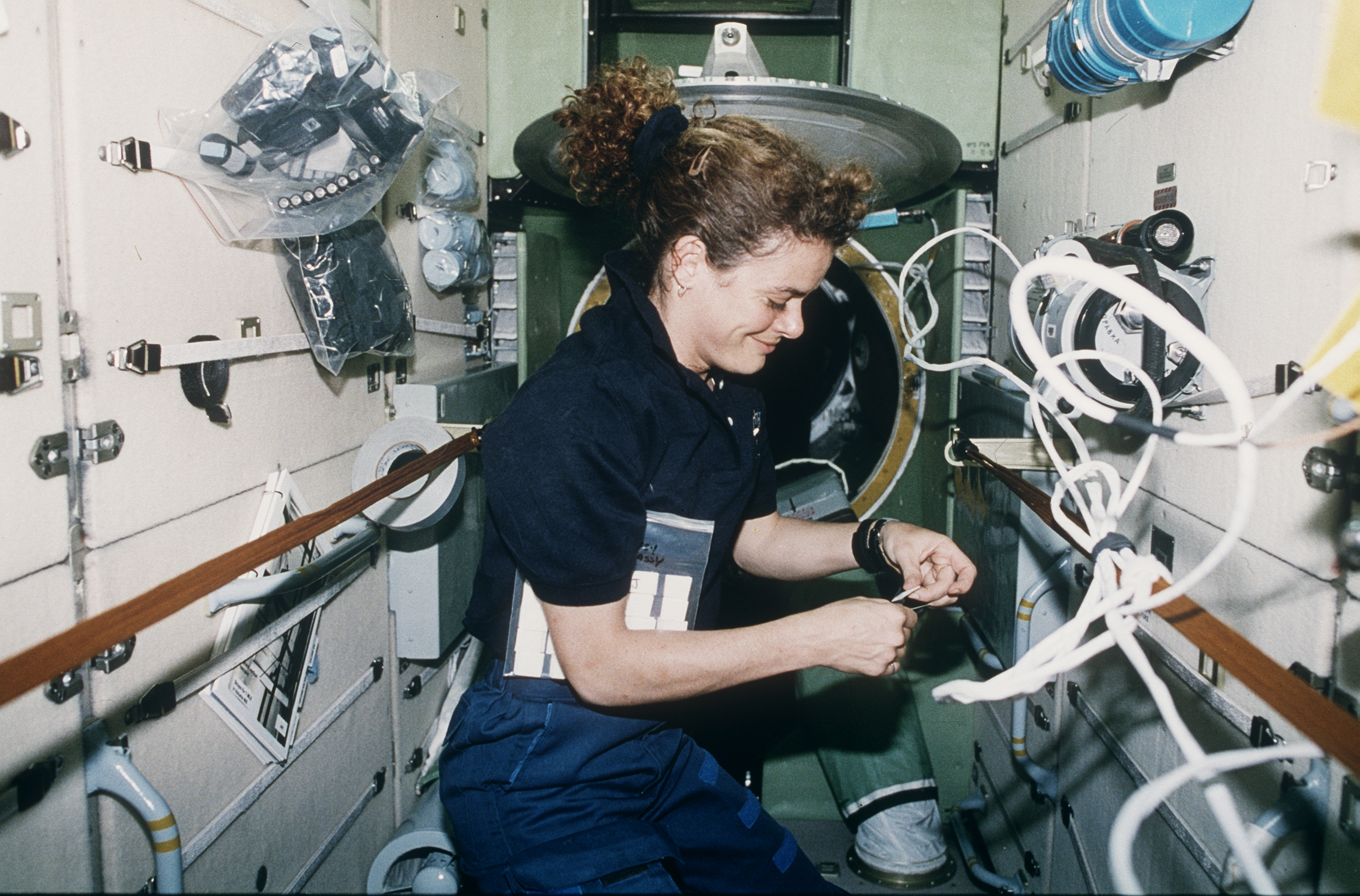
Dans le module Zarya, en 1999.

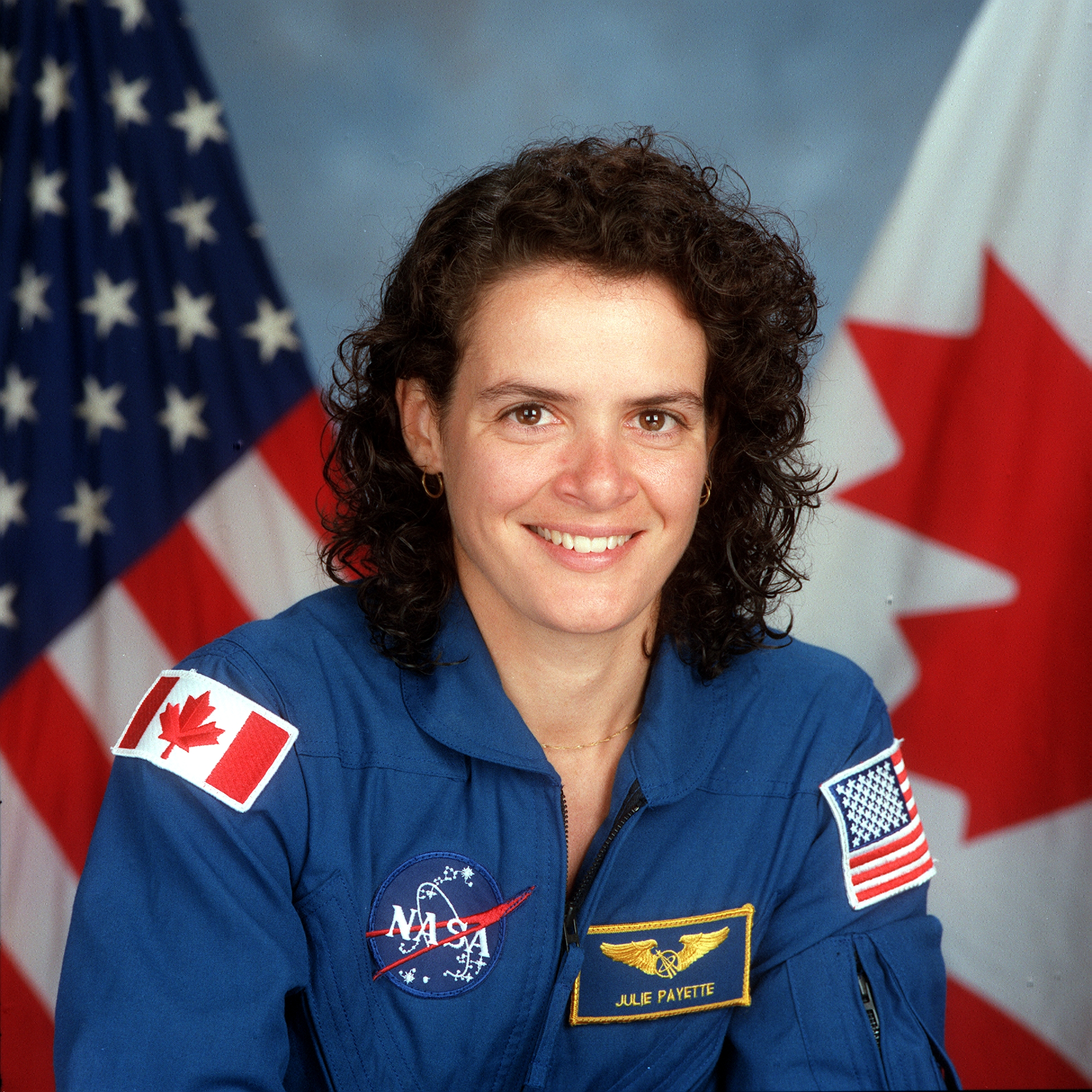
Julie Payette, alors spécialiste de mission auprès de la NASA.

En 1992, l'Agence spatiale canadienne procède à un appel de candidatures pour son programme de formation d'astronautes. 5330 candidatures sont alors étudiées, dont celle de Julie Payette. Le 8 juin 1992, l'Agence annonce qu'elle est l'une des quatre personnes sélectionnées. Elle effectue un entraînement de base au Canada avant de commencer des travaux sur le système d’entretien mobile du module robotique de la Station spatiale internationale. De 1993 à 1996, elle sert en tant que spécialiste du groupe d'études RSG-10 sur le traitement de la parole de l'OTAN. De 1995 à 1998, elle siège au Conseil de recherches en sciences naturelles et en génie.
En février 1996, elle obtient son accréditation comme pilote commandant de bord sur le CT-114 militaire à la base des Forces canadiennes Moose Jaw. Elle a ensuite été affectée à différents départements, dont la robotique pour le compte du Bureau des astronautes ainsi que dans le département électronique. La même année, elle intègre le Groupe d'astronautes 16 (The Sardines) de la NASA et commence sa formation au Lyndon B. Johnson Space Center, à Houston, au Texas. Elle complètera ce programme en avril 1998, devenant spécialiste de mission.

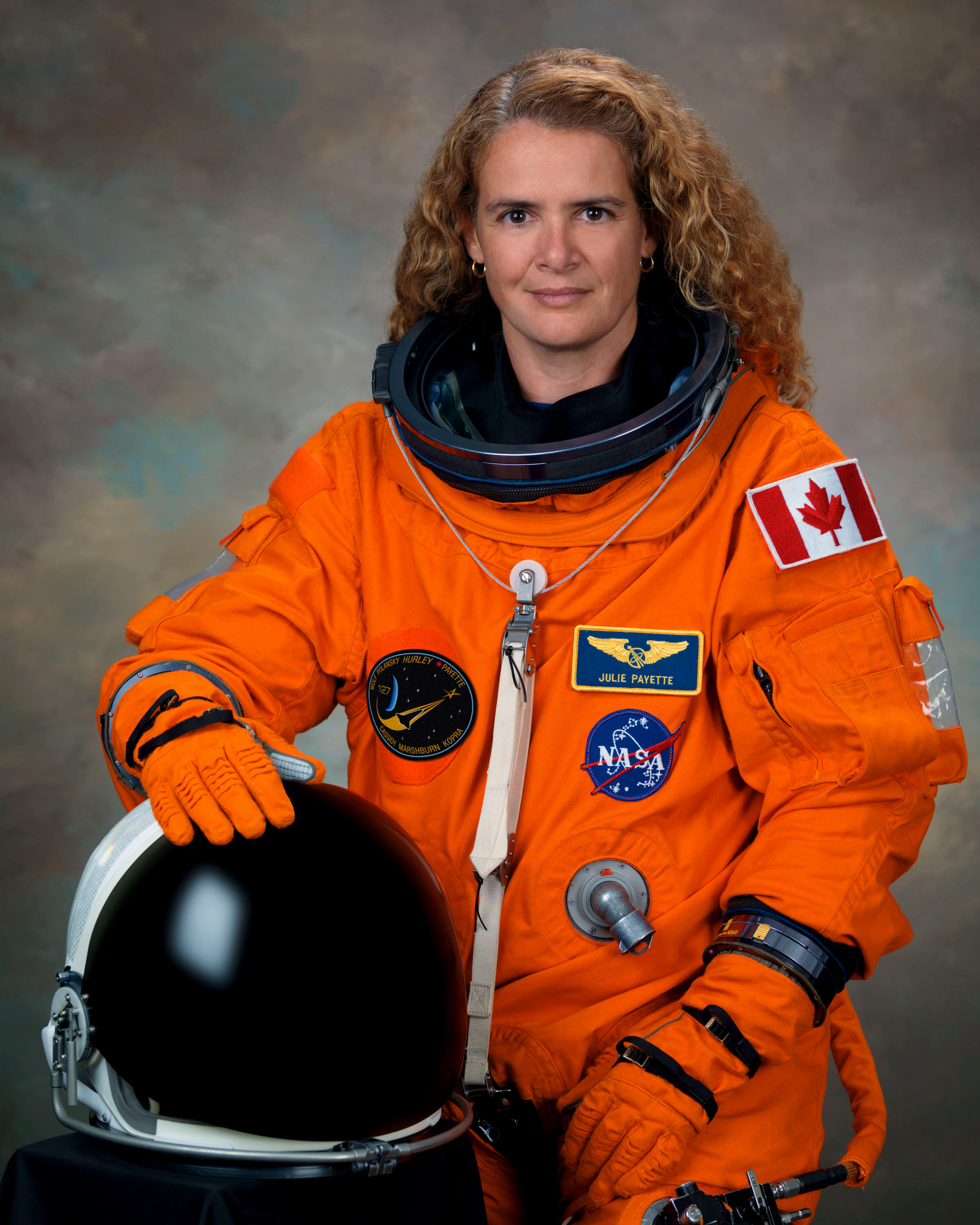
Julie Payette, en 2008, portant la combinaison spatiale.

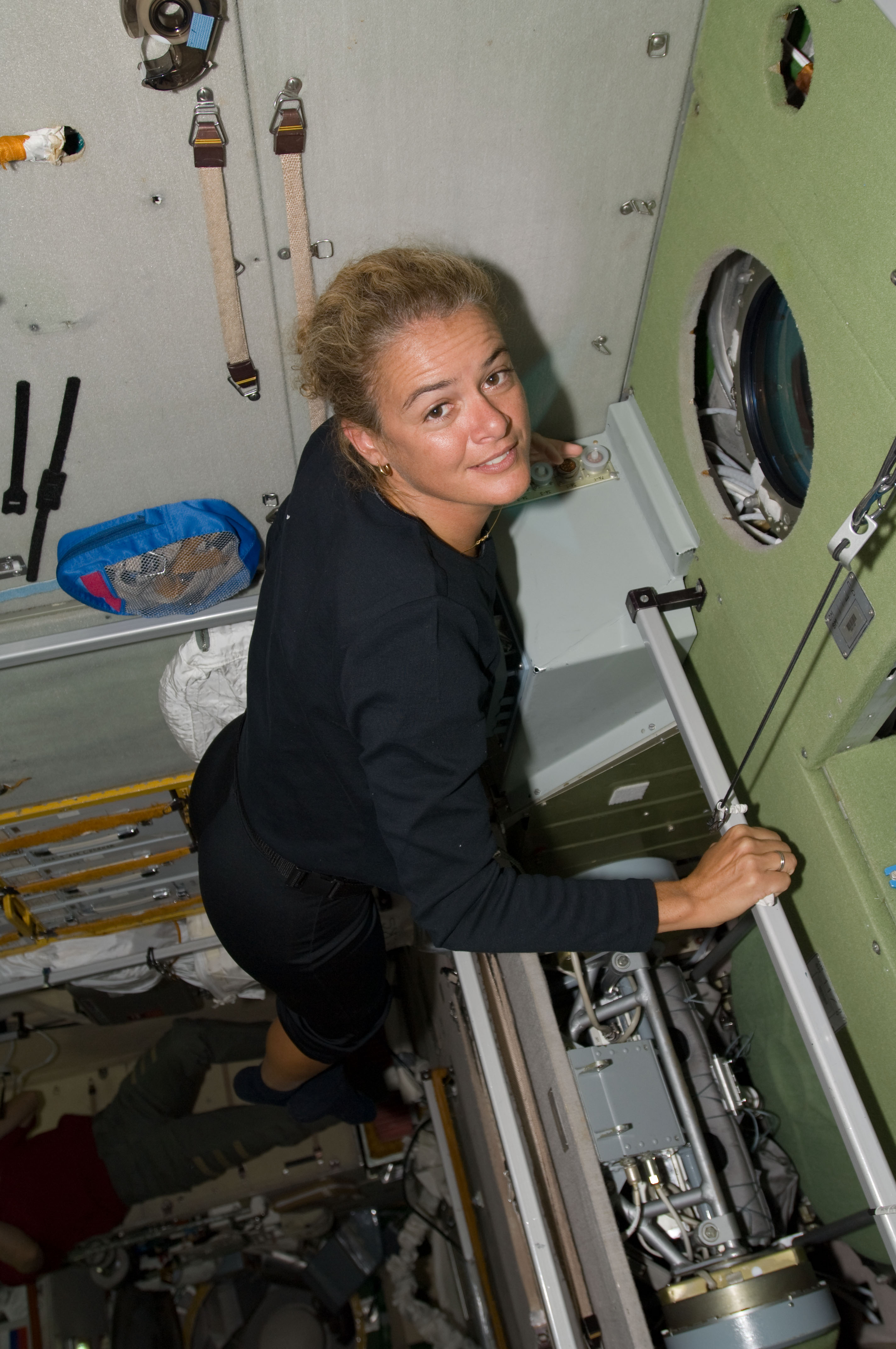
En 2009, elle participe à la mission STS-127, sa deuxième à bord de la Station spatiale internationale.

Du 27 mai au 6 juin 1999, Julie Payette prend part à la mission STS-96 à bord de la navette spatiale Discovery. Elle devient alors la deuxième Canadienne à se rendre dans l'espace, après Roberta Bondar. Cette mission consiste à effectuer le premier amarrage manuel de la navette à la Station spatiale internationale, ainsi que la livraison et l'installation de quatre tonnes de matériel. Elle est alors responsable des systèmes de la station et opère le bras robotique Canadarm en orbite.
À partir de janvier 2003, elle occupe le poste de Capsule Communicator (CAPCOM) au Centre de contrôle des missions à Houston. En 2006, elle est nommée CAPCOM en chef pendant la mission STS-121. Le CAPCOM est responsable de l'ensemble des communications et assure le lien vocal entre l'équipe au sol et les astronautes en vol.
De plus, elle est ingénieure de bord de la navette spatiale Endeavour pour la mission STS-127, débutant le 15 juillet 2009. Durant cette mission de 16 jours remplie de tâches robotiques, l'équipage d'Endeavour réalise cinq marches spatiales afin d'installer les éléments restants de Kibō, un complexe d'expérimentation construit par l'Agence spatiale japonaise. Les astronautes livrent également six batteries pour la poutrelle P6, un mécanisme d'entraînement de rechange pour le transporteur mobile et une perche de rechange pour l'antenne en bande Ku.

### Administratrice
Elle est l'astronaute en chef de l'Agence spatiale canadienne de 2000 à 2007, ce qui implique de faire de la formation en continu. En janvier 2011, elle accepte une bourse de recherche en politique publique du Woodrow Wilson International Center for Scholars. En octobre, elle devient déléguée scientifique du Québec à Washington. En 2013, elle quitte l'Agence spatiale canadienne.
Du 15 juillet 2013 au 14 octobre 2016, elle est directrice du Centre des sciences de Montréal. Elle occupe également le poste de vice-directrice de la Société immobilière du Canada. Durant cette période où elle se consacre à la vulgarisation scientifique, elle participe entre autres à l'émission de télévision Découverte. En 2014, elle rejoint le conseil d’administration de la Banque nationale du Canada. En 2017, elle devient membre de la commission Femmes dans les Sports du Comité international olympique.

### Gouverneure générale du Canada
Le 13 juillet 2017, le premier ministre Justin Trudeau annonce que la reine Élisabeth II approuve la nomination de Julie Payette en tant que gouverneure générale du Canada en remplacement de David Johnston. Elle affirme alors : « Vous pouvez vous imaginer que mes priorités seront probablement liées à la science, à la technologie et à l'avancement d'une société du savoir ». Cette nomination fait l'unanimité à la Chambre des communes du Canada : le chef du Parti conservateur du Canada, Andrew Scheer, et le chef du Nouveau Parti démocratique, Thomas Mulcair, applaudissent sa nomination. Par ailleurs, le choix d'une femme francophone à la tête de l'État respecte la tradition d'alternance (son prédécesseur étant un homme anglophone). Elle entre en fonction le 2 octobre suivant. Afin d'illustrer son activité spatiale, un casque d'astronaute est intégré à ses armoiries. 
En 2020, la chaîne CBC News s'est entretenue avec une douzaine de personnes ayant travaillé sous la direction de Julie Payette. Ces personnes ont accepté de se confier sous le couvert de l'anonymat. Elles craignent de perdre leur emploi puisque, dans de nombreux cas, elles travaillent toujours dans la fonction publique. Ces sources peignent sensiblement le même portrait : Julie Payette crie, rabaisse et humilie publiquement les employés de Rideau Hall. Elle est accusée d'avoir des crises de colères et de critiquer brutalement les employés. Le 23 juillet 2020, le bureau du Conseil privé lance un « examen approfondi, indépendant et impartial » sur les allégations de harcèlement au sein du bureau de la gouverneure générale Julie Payette. En 2016, Julie Payette avait déjà démissionné de son poste au Centre des sciences de Montréal « à la suite de plaintes relatives à la façon dont elle traitait ses employés ». En 2017, elle avait aussi démissionné du Comité olympique canadien « après le déclenchement [...] de deux enquêtes internes concernant son comportement envers les employés et des allégations de harcèlement verbal ».
Son image est également ternie par des révélations faisant état de frais de rénovation exorbitants, 250 000 dollars, exigés par Julie Payette dans sa résidence officielle d’Ottawa.
À la suite de la publication d'un rapport sur ses relations avec ses employés, elle remet sa démission de sa fonction de gouverneure générale du Canada et de commandante en chef des Forces armées canadiennes, le 21 janvier 2021. Richard Wagner, juge en chef de la Cour suprême lui succède par intérim en tant qu'administrateur du Canada jusqu'à l'investiture de Mary Simon le 26 juillet 2021.

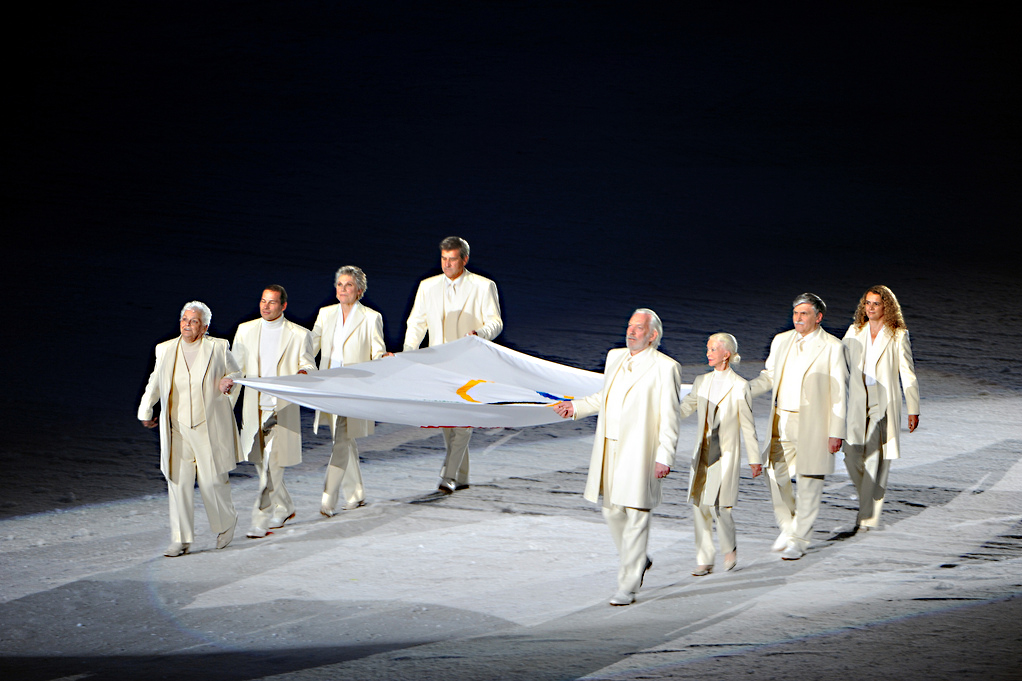
Julie Payette porte le drapeau des Jeux olympiques d'hiver de 2010 à Vancouver.

## Distinctions

### Distinctions universitaires et scientifiques
- Lauréate d'une des six bourses canadiennes permettant de fréquenter l'UWC of the Atlantic (1980).
- Lauréate de la bourse Greville-Smith (1982-1986) de l’Université McGill.
- Faculty Scholar de la faculté de génie (1983-1985) et a obtenu son diplôme avec distinction en 1986.
- Lauréate d'une bourse d’études supérieures du CRSNG (1988-1990).
- Récipiendaire du Massey College Fellowship (1988-1990).
- Récipiendaire d'une distinction du Conseil canadien des ingénieurs pour réalisation exceptionnelle par un jeune ingénieur (1994).

### Doctorats honorifiques
Au fil des ans, la majorité des grandes universités canadiennes lui ont décerné un doctorat honoris causa.
- 1999 : Université d'Ottawa
- 1999 : Université Queen's
- 2000 : Université Laval [18]
- 2000 : Université Simon Fraser
- 2001 : Université de Regina
- 2001 : Université Royal Roads
- 2001 : Université de Toronto
- 2002 : Université de Victoria
- 2002 : Université de Nipissing
- 2003 : Université McGill
- 2004 : Université Mount Saint Vincent
- 2004 : Université McMaster
- 2005 : Université de Lethbridge
- 2005 : Université Mount Allison
- 2006 : Université de l'Alberta
- 2010 : Université Concordia[19]
- 2010 : Université de la Colombie-Britannique[20]
- 2013 : Université de Moncton[21]
- 2013 : Université du Manitoba[22]

### Décorations
- Médaille du Très vénérable ordre de Saint-Jean (2021)
- Grand-croix de l'Ordre du mérite national du Burkina Faso (2018)[23]
- Compagnonne extraordinaire de l'Ordre du Canada (2017)
- Commandeure extraordinaire de l'Ordre du mérite militaire (2017)
- Commandeure de l’Ordre du mérite des corps policiers
- Médaille des Forces canadiennes (2017)
- Commandeure de l'Ordre de Montréal (2017)[24].
- Médaille du jubilé de diamant de la reine Élisabeth II (2016)
- Chevalière de l’Ordre de la Pléiade de la Francophonie (2001)
- Chevalière de l'Ordre national du Québec (2000)[25].
- Médaille du service exceptionnel de la NASA (USA).

## Vie familiale
Elle est la fille d'André Payette, ingénieur, et de Jacqueline Carey. Elle a un frère, Simon, et une sœur, Maude. Elle s'est mariée à deux reprises, d'abord avec l'ingénieur François Brissette, puis avec le lieutenant-colonel Billie Flynn dont elle a divorcé en 2015. Elle a deux fils,.

## Galerie

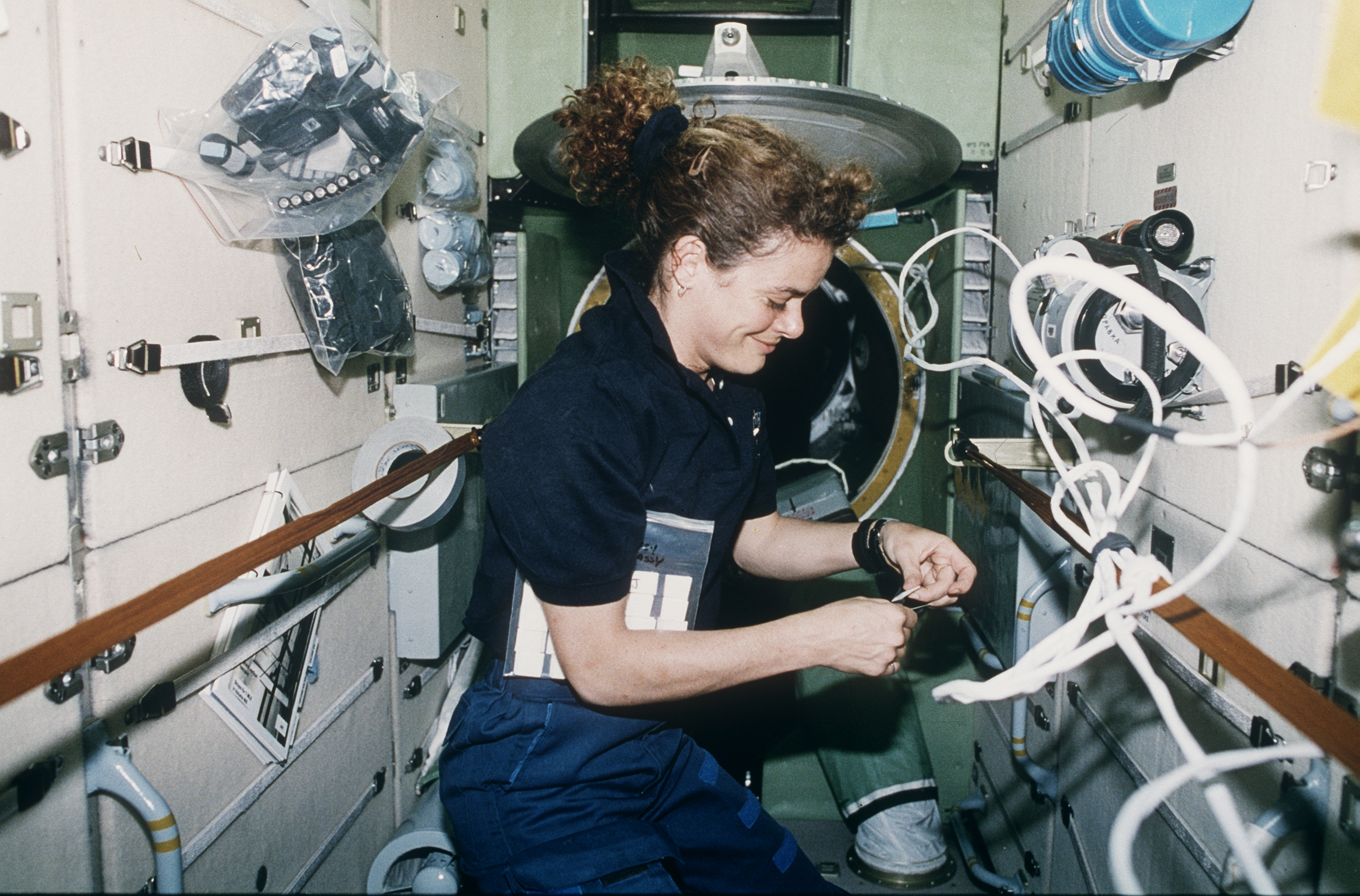
Dans le module russe Zarya de la station spatiale au cours de la mission STS-96 (juin 1999).
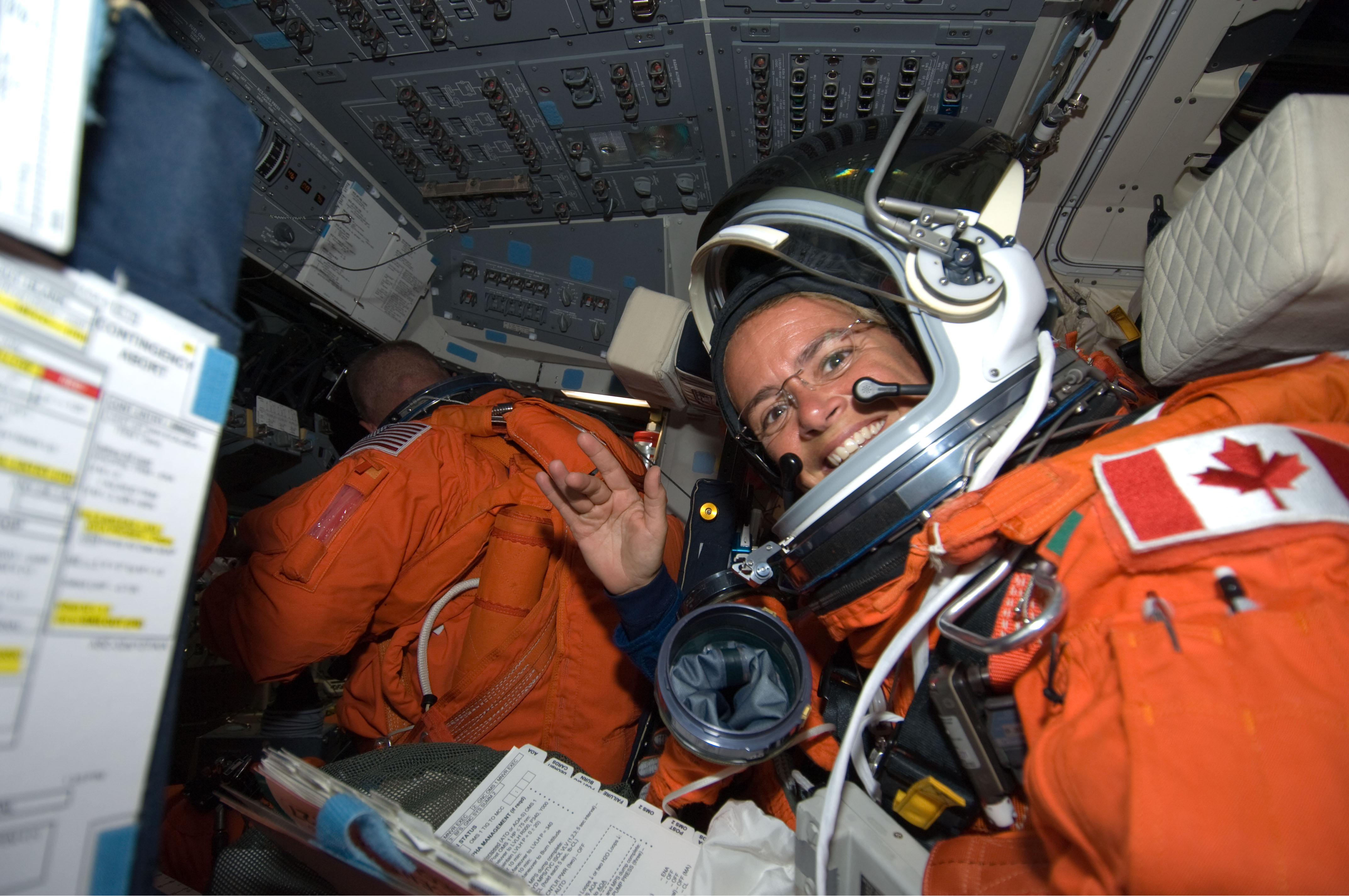
Dans la navette spatiale après la mise en orbite (mission STS-127).
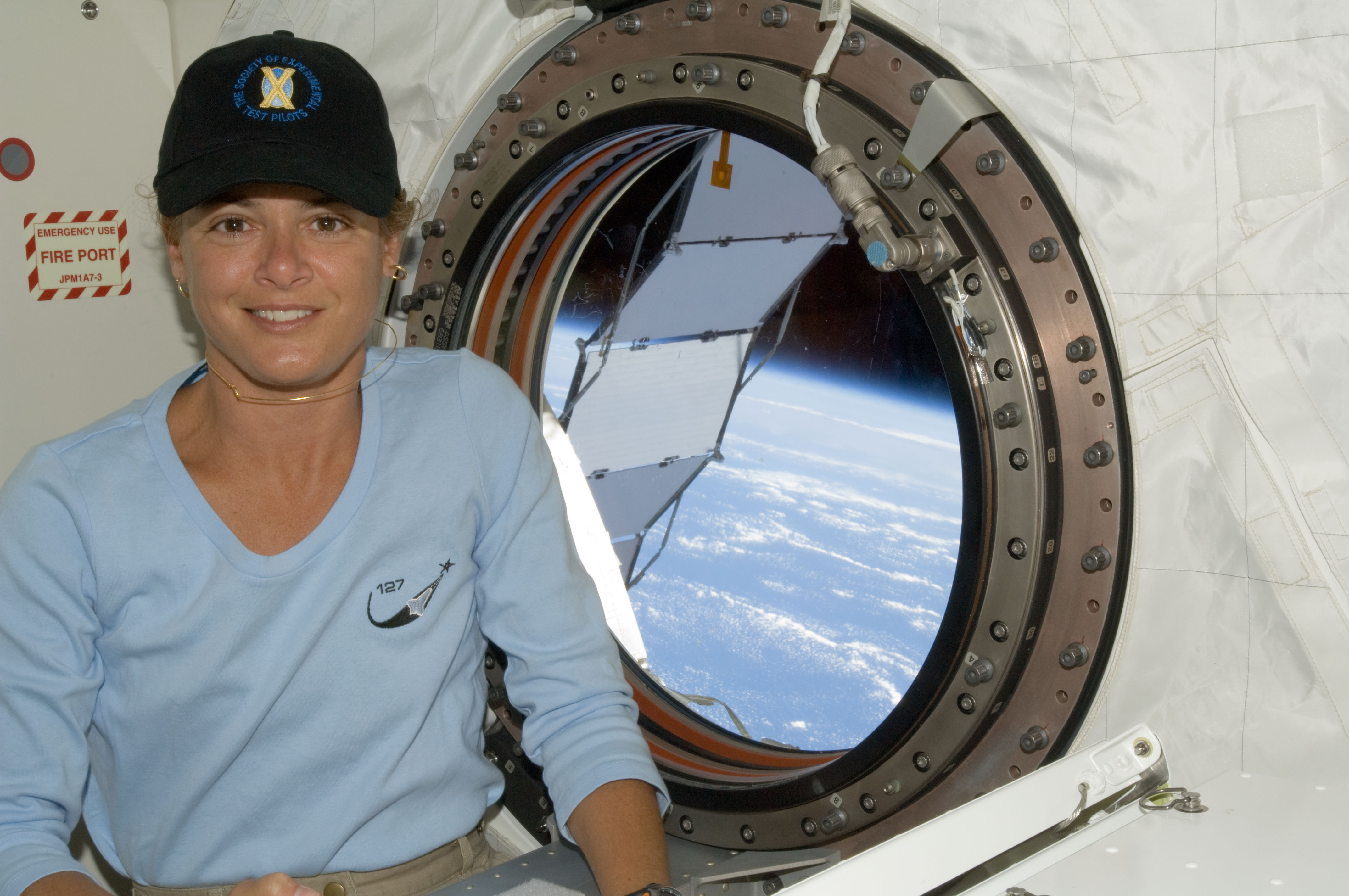
Dans le laboratoire Kibo de la station spatiale internationale (mission STS-127).
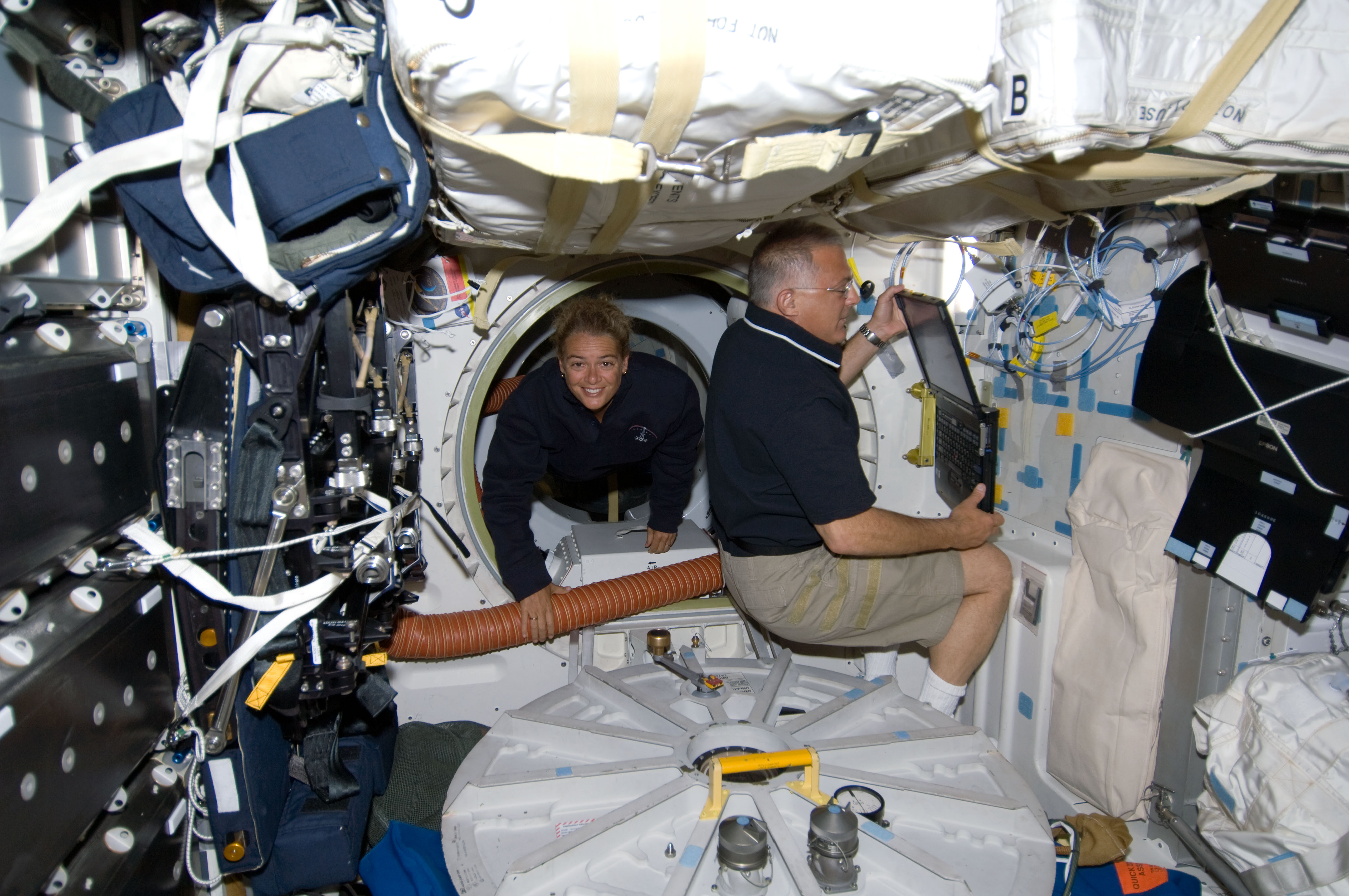
Sur le pont inférieur de la navette au cours de la mission STS-127
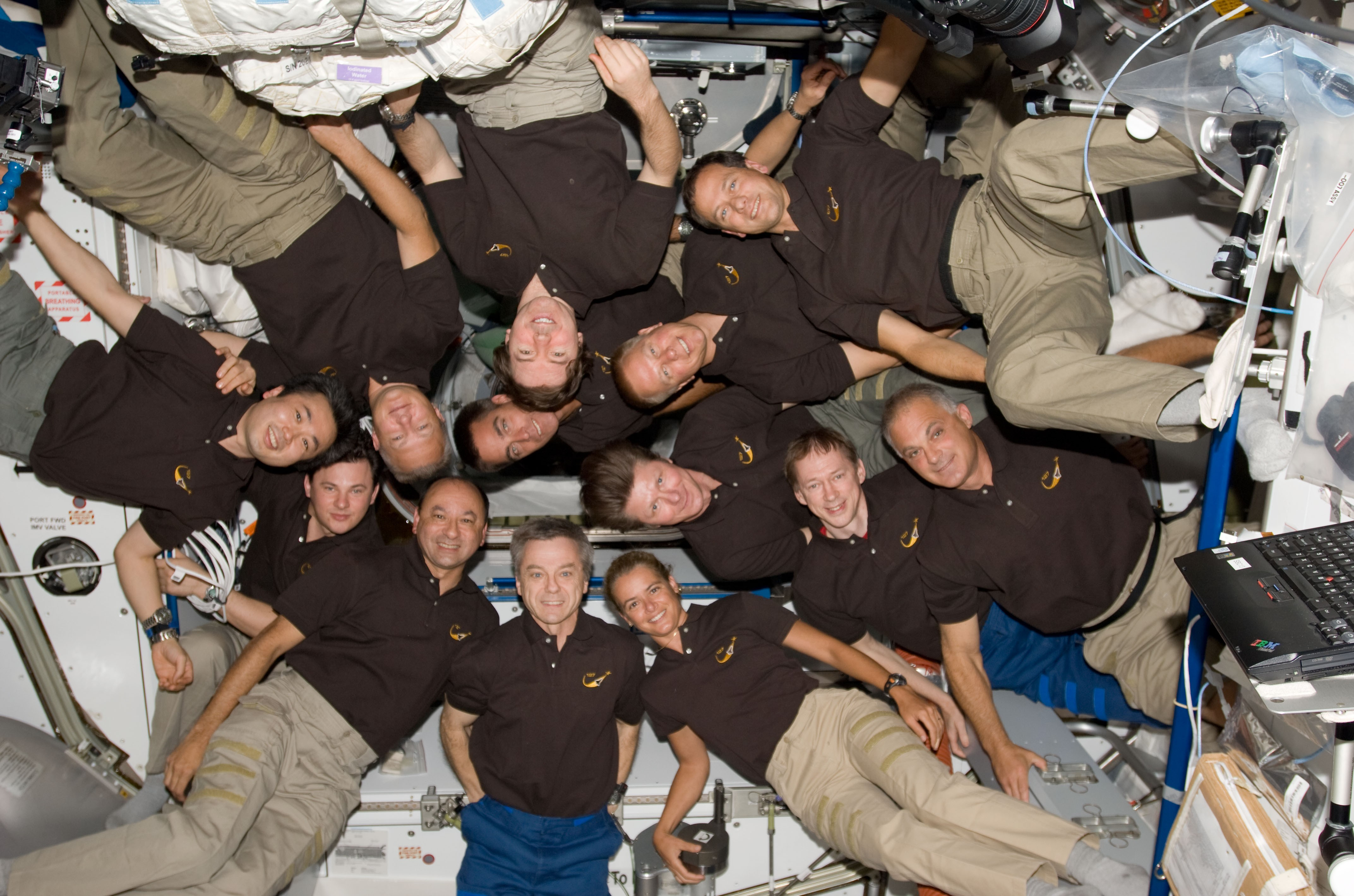
Photo de groupe de l'équipage de la mission STS-127 et de celui de la station spatiale